# Theridion reinhardti
Espèce
Theridion reinhardti est une espèce d'araignées aranéomorphes de la famille des Theridiidae.

## Distribution
Cette espèce est endémique d'Ouzbékistan.

## Publication originale
- Charitonov, 1946 : New forms of spiders of the USSR. Izvestija. Estestvenno-Nauchnogo Obshestva pri Molotovskom Universitete, vol. 12, p. 19-32.